# Коси-батир
Коси́-бати́р (каз. Косы батыр) — село у складі Байзацького району Жамбильської області Казахстану. Входить до складу Суханбаєвського сільського округу.
Населення — 683 особи (2021; 650 у 2009, 618 у 1999, 591 у 1989).
До 2020 року село називалось Карасу.